# 朱利中
朱利中（1959年10月19日—），浙江上虞人，中国环境工程专家，浙江大学教授，中国工程院院士。

## 生平
2017年当选为中国工程院院士。